# Rowing Club Genovese
Il Rowing Club Genovese è una Società polisportiva italiana fondata a Genova nel 1890. La sua attuale sede è in via Molo Giano.

## Storia
La storia del Rowing Club Genovese inizia ufficialmente come società remiera il 17 luglio 1890, in una sala di Palazzo Tursi, dopo numerosi incontri preliminari. I colori prescelti sono l'azzurro e il blu.
Una settimana dopo la sua nascita, una seconda riunione definisce le cariche nominando primo presidente il marchese Gian Maria Cambiaso, affiancato dal direttore Ettore Bocciardo.
La sua prima sede, al Molo Vecchio, in un'elegante palazzina di stile moresco, diventa immediatamente, oltre che luogo per la pratica del canottaggio, punto di ritrovo e di incontro, quindi un Club, raffinato ed esclusivo che si inserisce nel clima della Belle Époque.
Due anni dopo arriva il primo alloro importante: il campionato italiano di “skiff”, e nei successivi continuano le affermazioni degli atleti genovesi.
La Prima guerra mondiale costringe il Rowing ad abbandonare il Molo Vecchio dato che l’utilizzo del porto è condizionato soprattutto dalle esigenze militari. Per il sodalizio azzurro-blu non resta che riparare nel quartiere di Sturla, dove però non è possibile svolgere alcuna attività.
Alla fine della guerra, alla quale il Rowing paga un tragico tributo con 14 caduti fra i suoi soci, sale alla presidenza Emilio Bruzzone, stimato industriale che otterrà dal Consorzio del Porto una nuova concessione per un’area al Molo Giano. Il 12 aprile 1920 viene deliberata la costruzione di una palazzina sede, e nei primi mesi del 1923, appena ultimati i lavori, il Club può finalmente riprendere la propria attività.
Il 14 maggio 1927 viene presentata al Consorzio del Porto una richiesta per un’area sulla calata del Porticciolo. La nuova sede del porticciolo Duca degli Abruzzi viene progettata dal socio architetto Luigi Carlo Daneri, sarà la sua prima opera importante.
Comincia una splendida ripresa sportiva del Rowing Club, che si presenta in forza sui campi di regata sia con i propri equipaggi, sia in veste di organizzatore. In questo senso, nel 1927 il Rowing istituisce una delle manifestazioni più importanti nel panorama sportivo dell’epoca: la “Coppa Federico Costa”, regata nazionale riservata agli skiff seniores, in ricordo di una tra le personalità più significative del sodalizio.
Sul versante agonistico va ricordata anche la splendida affermazione del “4 con” del Rowing (Cipollina, Cerato, Casanova, Ballestrero timoniere, Berninzone) che dopo aver conquistato il titolo italiano nel 1923, l’anno successivo difende i colori italiani alle Olimpiadi di Parigi, conquistando una batteria e raggiungendo la finale vinta dalla Svizzera.
Il 26 maggio 1930 il Club genovese riceve la visita dell’erede al trono, Principe Umberto, e di sua moglie Maria José.
Nell’anno della visita reale, due atleti del Rowing Club Genovese, Giusti e De Magistris, fanno proprio il campionato italiano del due di punta senza timoniere. Durante l’epoca fascista viene l’ordine di mutare la storica denominazione inglese con quella più “autarchica” di “Società Canottieri Genova”. A porre termine a quest’epoca arriverà la dichiarazione di entrata in guerra dell’Italia del 10 giugno 1940.
Per il Rowing i tempi difficili cominciano subito, con la partenza per il fronte di molti soci, ma diventano realmente drammatici verso la fine del ’42. Le necessità belliche obbligano il circolo a sgombrare la sua sede al porticciolo; mobili e imbarcazioni vengono depositati in un magazzino a Ponte Etiopia. È una scelta che si rivelerà tragicamente sbagliata: tutto quanto lasciato a Ponte Etiopia viene infatti distrutto nei bombardamenti del 1943. La stessa sede sociale non è risparmiata perché colpita dai bombardamenti del 1944. Nel dopoguerra la ripresa dell’attività è problematica ma, in qualche modo, si ricomincia, l’ala distrutta è riparata, il Consorzio ricostruisce la calata ed il Club che riprende l’originale denominazione inglese, completa la sistemazione con un pontile galleggiante. Nel 1954 si procede, finalmente, al restauro della sede e si riavvia l’attività sportiva e sociale.
Gli anni più recenti vedono un numero minore di successi in campo agonistico, ma non conoscono certo il venir meno dell’entusiasmo dei soci. Nel 1974 viene creata la sezione della vela, regolarmente affiliata alla FIV, che già nei primi anni di vita organizza regate di zona nelle acque prospicienti il Lido di Albaro, lungo il litorale di levante.
Oggi il Rowing Club Genovese è un sodalizio che può contare su 200 soci over 18 e 80 under 18 e sull’entusiasmo di una dirigenza giovane che non considera le glorie passate come qualcosa di irripetibile. A fianco del canottaggio è stato dato spazio alla pesca sportiva con l’istituzione di una sezione regolarmente affiliata.
Per offrire la possibilità della pratica sportiva a giovani ed adulti, vengono regolarmente organizzati corsi di canottaggio, questi ultimi con l’ausilio della vasca di voga coperta, inoltre è possibile anche la pratica del canottaggio a favore dei portatori di handicap.
Negli ultimi anni la società ha conquistato molti titoli italiani nelle varie specialità maschili e femminili (olimpiche e non) e si è classificata tra le prime dieci società italiane nella classifica nazionale. Inoltre alcuni atleti hanno ottenuto la convocazione nelle nazionali Juniores e Under 23 difendendo i colori azzurri in occasione di europei e campionati mondiali.

## Palmarès

### Titoli italiani conquistati dalla società
1893  Singolo assoluto maschile
1894
- Singolo assoluto maschile
- Due con assoluto maschile

1896  Singolo assoluto maschile
1923  Quattro con assoluto maschile
1926  Due senza assoluto maschile
1930  Due senza assoluto maschile
1991  Singolo canoe maschile
2003  Doppio Esordienti femminile
2013  Singolo assoluto femminile
2014  Due senza pesi leggeri assoluti
2015
- Quattro iole senior femminile
- Quattro di Coppia assoluto maschile[2]
- Doppio esordienti maschile
- Doppio ragazzi femminile

2016
- Doppio canoe femminile
- Doppio ragazzi femminile

2017
- Otto pesi leggeri assoluto maschile
- Doppio junior femminile[3]
- Due senza pesi leggeri assoluti femminile
- Doppio junior femminile
- Quattro di coppia junior femminile
- Quattro di coppia under 23 femminile

2018
- Doppio under 23 pesi leggeri maschile
- Quattro di coppia under 23 pesi leggeri maschile
- Doppio senior maschile[2]
- Quattro senza senior maschile[2]
- Due iole senior maschile
- Quattro costal senior femminile
- Quattro costal senior maschile
- Due senza junior femminile[3]
- Due senza pesi leggeri maschile[3]

2019
- Quattro senza senior maschile[3]
- Quattro senza pesi leggeri femminile[3]
- Due senza pesi leggeri assoluto femminile
- Quattro di coppia pesi leggeri assoluto femminile
- Due senza under 23 pesi leggeri femminile
- Quattro di coppia under 23 pesi leggeri femminile

### Onorificenze
- Stella d'Oro al Merito Sportivo

## Atleti di interesse nazionale
Nell'ultimo decennio alcuni atleti hanno rappresentato l'Italia in competizioni internazionali, quali europei e mondiali juniores e under 23, in particolare:
- Leonardo Bava
- Leonardo Boccuni
- Giorgio Casaccia Gibelli
- Giacomo Costa
- Maria Ludovica Costa
- Lucia Rebuffo
- Sofia Tanghetti